# Лоренс од Арабије: Ауторизована биографија Т. Е. Лоренса
„Лоренс од Арабије: Ауторизована биографија Т. Е. Лоренса“ (енгл. Lawrence of Arabia: The Authorised Biography of T. E. Lawrence) је биографија Џеремија Вилсона о Томасу Едварду Лоренсу, историјској личности познатијом под именом Лоренс од Арабије, који је помагао вође арапске побуне против Отоманског царства током Првог светског рата. Књигу је прво објавила издавачка кућа Вилијам Хајнеман из Лондона 1989, док је у Сједињеним Државама објављена од стране издавачке куће Атенеум из Њујорка.
Књига је наишла на подељена мишљења књижевних критичара. Мајкл Корен је ову биографију у рецензији за Торонто стару описао као „неупадљиву књигу“. Са друге стране, уредништво Њујорк тајмса ју је сврстало на листу четрнаест најбољих књига из 1990.